# MotoGP brit nagydíj
A MotoGP brit nagydíja a MotoGP egy nagydíja, melyet 1977 óta folyamatosan megrendeznek. A verseny helyszíne 1986-ig Silverstone volt, majd a Donington Park rendezte a versenyeket 2009-ig, 2010-től azonban ismét Silverstone a helyszín.

## Az eddigi győztesek
| Év   | Helyszín    | Moto3              | Moto2       | MotoGP          | Összefoglaló |
| ---- | ----------- | ------------------ | ----------- | --------------- | ------------ |
| 2025 | Silverstone | José Antonio Rueda | Senna Agius | Marco Bezzecchi | Összefoglaló |
| 2024 | Silverstone | Iván Ortolá        | Jake Dixon  | Enea Bastianini | Összefoglaló |

| Év   | Helyszín    | MotoE              | MotoE          | Moto3        | Moto2           | MotoGP          | Összefoglaló |
| Év   | Helyszín    | Verseny 1          | Verseny 2      | Moto3        | Moto2           | MotoGP          | Összefoglaló |
| ---- | ----------- | ------------------ | -------------- | ------------ | --------------- | --------------- | ------------ |
| 2023 | Silverstone | Randy Krummenacher | Mattia Casadei | David Alonso | Fermín Aldeguer | Aleix Espargaró | Összefoglaló |

| Év   | Helyszín    | Moto3                              | Moto2                              | MotoGP                             | Összefoglaló                       |
| ---- | ----------- | ---------------------------------- | ---------------------------------- | ---------------------------------- | ---------------------------------- |
| 2022 | Silverstone | Dennis Foggia                      | Augusto Fernández                  | Francesco Bagnaia                  | Összefoglaló                       |
| 2021 | Silverstone | Romano Fenati                      | Remy Gardner                       | Fabio Quartararo                   | Összefoglaló                       |
| 2020 | Silverstone | A Covid19-pandémia miatt törölték. | A Covid19-pandémia miatt törölték. | A Covid19-pandémia miatt törölték. | A Covid19-pandémia miatt törölték. |
| 2019 | Silverstone | Marcos Ramírez                     | Augusto Fernández                  | Álex Rins                          | Összefoglaló                       |
| 2018 | Silverstone | Törölve                            | Törölve                            | Törölve                            | Összefoglaló                       |
| 2017 | Silverstone | Arón Canet                         | Nakagami Takaaki                   | Andrea Dovizioso                   | Összefoglaló                       |
| 2016 | Silverstone | Brad Binder                        | Thomas Lüthi                       | Maverick Viñales                   | Összefoglaló                       |
| 2015 | Silverstone | Danny Kent                         | Johann Zarco                       | Valentino Rossi                    | Összefoglaló                       |
| 2014 | Silverstone | Álex Rins                          | Esteve Rabat                       | Marc Márquez                       | Összefoglaló                       |
| 2013 | Silverstone | Luis Salom                         | Scott Redding                      | Jorge Lorenzo                      | Összefoglaló                       |
| 2012 | Silverstone | Maverick Viñales                   | Pol Espargaró                      | Jorge Lorenzo                      | Összefoglaló                       |
| Év   | Helyszín    | 125 cm³                            | Moto2                              | MotoGP                             | Összefoglaló                       |
| 2011 | Silverstone | Jonas Folger                       | Stefan Bradl                       | Casey Stoner                       | Összefoglaló                       |
| 2010 | Silverstone | Marc Márquez                       | Jules Cluzel                       | Jorge Lorenzo                      | Összefoglaló                       |
| Év   | Helyszín    | 125 cm³                            | 250 cm³                            | MotoGP                             | Összefoglaló                       |
| 2009 | Donington   | Julián Simón                       | Aojama Hirosi                      | Andrea Dovizioso                   | Összefoglaló                       |
| 2008 | Donington   | Scott Redding                      | Mika Kallio                        | Casey Stoner                       | Összefoglaló                       |
| 2007 | Donington   | Mattia Pasini                      | Andrea Dovizioso                   | Casey Stoner                       | Összefoglaló                       |
| 2006 | Donington   | Álvaro Bautista                    | Jorge Lorenzo                      | Dani Pedrosa                       | Összefoglaló                       |
| 2005 | Donington   | Julian Simon                       | Randy de Puniet                    | Valentino Rossi                    | Összefoglaló                       |
| 2004 | Donington   | Andrea Dovizioso                   | Dani Pedrosa                       | Valentino Rossi                    | Összefoglaló                       |
| 2003 | Donington   | Héctor Barberá                     | Fonsi Nieto                        | Max Biaggi                         | Összefoglaló                       |
| 2002 | Donington   | Arnaud Vincent                     | Marco Melandri                     | Valentino Rossi                    | Összefoglaló                       |
| Év   | Helyszín    | 125 cm³                            | 250 cm³                            | 500 cm³                            | Összefoglaló                       |
| 2001 | Donington   | Ui Júicsi                          | Kató Daidzsiró                     | Valentino Rossi                    | Összefoglaló                       |
| 2000 | Donington   | Ui Júicsi                          | Ralf Waldmann                      | Valentino Rossi                    | Összefoglaló                       |
| 1999 | Donington   | Azuma Maszao                       | Valentino Rossi                    | Àlex Crivillé                      | Összefoglaló                       |
| 1998 | Donington   | Szakata Kazuto                     | Loris Capirossi                    | Simon Crafar                       | Összefoglaló                       |
| 1997 | Donington   | Valentino Rossi                    | Ralf Waldmann                      | Michael Doohan                     | Összefoglaló                       |
| 1996 | Donington   | Stefano Perugini                   | Max Biaggi                         | Michael Doohan                     | Összefoglaló                       |
| 1995 | Donington   | Szakata Kazuto                     | Max Biaggi                         | Michael Doohan                     | Összefoglaló                       |
| 1994 | Donington   | Cudzsimura Takesi                  | Loris Capirossi                    | Kevin Schwantz                     | Összefoglaló                       |
| 1993 | Donington   | Dirk Raudies                       | Jean-Philippe Ruggia               | Luca Cadalora                      | Összefoglaló                       |
| 1992 | Donington   | Fausto Gresini                     | Pierfrancesco Chili                | Wayne Gardner                      | Összefoglaló                       |
| 1991 | Donington   | Loris Capirossi                    | Luca Cadalora                      | Kevin Schwantz                     | Összefoglaló                       |
| 1990 | Donington   | Loris Capirossi                    | Luca Cadalora                      | Kevin Schwantz                     | Összefoglaló                       |
| 1989 | Donington   | Hans Spaan                         | Sito Pons                          | Kevin Schwantz                     | Összefoglaló                       |
| 1988 | Donington   | Ezio Gianola                       | Luca Cadalora                      | Wayne Rainey                       | Összefoglaló                       |

| Év   | Helyszín    | 80 cm³          | 125 cm³            | 250 cm³          | 350 cm³             | 500 cm³         | Összefoglaló |
| ---- | ----------- | --------------- | ------------------ | ---------------- | ------------------- | --------------- | ------------ |
| 1987 | Donington   | Jorge Martínez  | Fausto Gresini     | Anton Mang       |                     | Eddie Lawson    | Összefoglaló |
| 1986 | Silverstone | Ian McConnachie | August Auinger     | Dominique Sarron |                     | Wayne Gardner   | Összefoglaló |
| 1985 | Silverstone |                 | August Auinger     | Anton Mang       |                     | Freddie Spencer | Összefoglaló |
| 1984 | Silverstone |                 | Ángel Nieto        | Christian Sarron |                     | Randy Mamola    | Összefoglaló |
| 1983 | Silverstone |                 | Ángel Nieto        | Jacques Bolle    |                     | Kenny Roberts   | Összefoglaló |
| 1982 | Silverstone |                 | Ángel Nieto        | Martin Wimmer    | Jean-François Baldé | Franco Uncini   | Összefoglaló |
| 1981 | Silverstone |                 | Ángel Nieto        | Anton Mang       | Anton Mang          | Jack Middelburg | Összefoglaló |
| 1980 | Silverstone |                 | Loris Reggiani     | Kork Ballington  | Anton Mang          | Randy Mamola    | Összefoglaló |
| 1979 | Silverstone |                 | Ángel Nieto        | Kork Ballington  | Kork Ballington     | Kenny Roberts   | Összefoglaló |
| 1978 | Silverstone |                 | Ángel Nieto        | Anton Mang       | Kork Ballington     | Kenny Roberts   | Összefoglaló |
| 1977 | Silverstone |                 | Pierluigi Conforti | Kork Ballington  | Kork Ballington     | Pat Hennen      | Összefoglaló |